# 1136

## Догађаји
- Пролеће – Ремон од Поатјеа, син покојног војводе Вилијама IX од Аквитаније, стиже у Антиохију. Латински патријарх Ралф од Домфронта (против жеље принцезе Алисе) тајно организује брак са њеном осмогодишњом ћерком Констанцом. Она је отета и одведена у катедралу у Антиохији, где је Ралф брзо удаје за Ремона. Алиса напушта град, сада под контролом Ремона и Ралфа, и повлачи се у Латакију, Сирија.
- 28. мај – У Кијевској Русији, Новгородци свргавају и затварају кнеза Всеволода од Пскова. Новгород потврђује своју независност од Кијева, али прихвата заштиту суседних кијевских кнежева. У јулу, Всеволод је заједно са супругом и породицом пуштен на слободу (прогнани су код ујака у Кијев).
- 17. август – Ел-Рашид је свргнут након једногодишње владавине и бежи у Исфахан (данашњи Иран). Наслеђује га његов ујак Ел-Муктафи, који постаје нови калиф Абасидског калифата у Багдаду (до 1160).
- Лето – Цар Лотар III напада јужну Италију као одговор на апел цара Јована II Комнина (видети 1135) и осваја Апулију од краља Руђера II од Сицилије. Војвода Гримоалд од Барија, уз подршку Лотара III, побуњује се против Роџера.
- 14. децембар – Краља Харалда IV од Норвешке убија Сигурд Слембе, ванбрачни син покојног краља Магнуса Босоногог. Наслеђују га синови Инге I („Грбави“) и његов трогодишњи полубрат Сигурд II.
- Пролеће – Краљ Давид I од Шкотске напада северну Енглеску и осваја многе веће градове, укључујући Карлајл и Њукасл. Као одговор, краљ Стивен Енглески подиже војску (са фламанским плаћеницима) и маршира ка Дарему. Давид пристаје да преговара о миру између две земље.
- 5. фебруар – Даремски споразум: Стивен Енглески и Давид I потписују мировни споразум. Шкотима је дозвољено да задрже Карлајл и део Камберленда у замену за заустављање њиховог напредовања. Давид одбија заклетву верности, јер је његова лојалност Матилди (ћерки покојног краља Хенрија I).
- Октобар – Битка код Круг Мора (Велики Бароу): Краљ Оваин Гвинед (звани „принц од Велса“) побеђује норманске и фламанске снаге под командом Роберта Фица Мартина, осигуравајући контролу над Кередигионом (Западни Велс).
- Град Беџаја (данашњи Алжир) одбија ђеновски поморски напад.
- Султан Муџафар Шах I оснива Кедахски султанат у Кодах Дарул Аману (данас Кедах Дарул Аман, Малезија).
- Базилика Сен Дени је завршена по пројекту опата Сугера у Паризу, Француска.
- Петер Абелар пише „Историју Каламитатум“, детаљно описујући свој однос са Елоизом.
- Почиње богослужење у оригиналној катедрали у Глазгову у Шкотској.

## Смрти
- Алиса Антиохијска

- Јован Дука (мега дукс)

- Леополд III, маркгроф Аустрије

- Ig de Pejen